# Pascal Dagnan-Bouveret

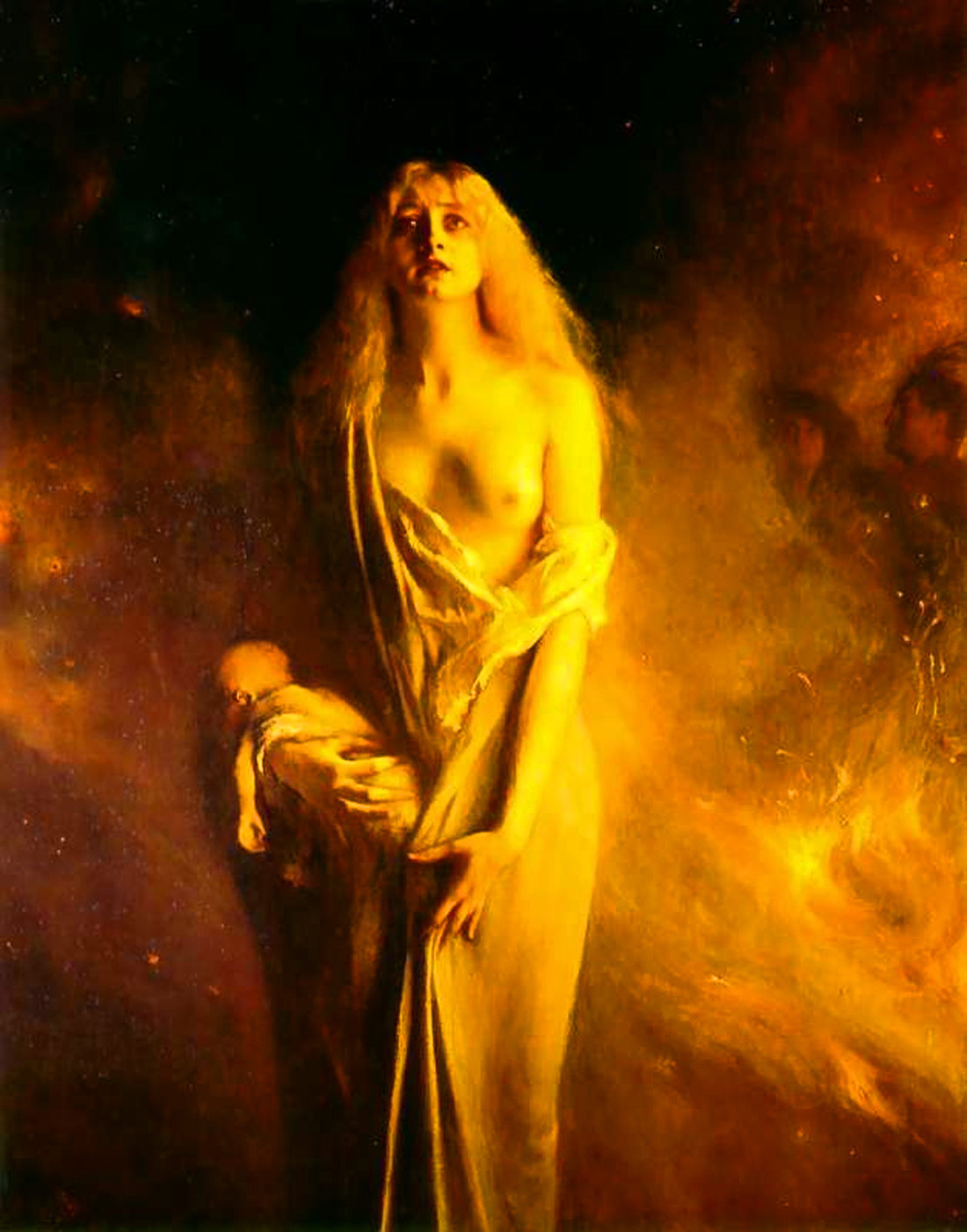
Marguerite au Sabbat, 1885.

Pascal Adolphe Jean Dagnan-Bouveret (ur. 7 stycznia 1852 w Paryżu, zm. 3 lipca 1929 w Quincey) – francuski malarz realista.
Syn paryskiego krawca, studiował w Paryżu w pracowni Alexandra Cabanela i w École des Beaux-Arts pod kierunkiem Jeana Gérôme`a.
Malował naturalistyczne sceny rodzajowe z życia chłopów, pejzaże, sceny religijne i portrety. Przygotowując szkice do przyszłych obrazów posługiwał się fotografią. W 1878 Dagnan-Bouveret przeniósł się do regionu znanego jako Franche-Comté, gdzie powstały jego liczne pejzaże i martwe natury.

## Prace dostępne w galeriach publicznych
- Atalante, 1875, Musée des beaux-arts de Melun.
- Mariage chez le photographe, 1879, Musée des beaux-arts de Lyon.
- Chevaux à l'abreuvoir, 1885, Musée des beaux-arts de Chambéry
- Le Pardon en Bretagne, 1886, Nowy Jork, Metropolitan Museum of Art.
- Vierge à l'Enfant, Monachium.
- Le Christ et les disciples d'Emmaüs, 1896–1897, Museum of Art, Carnegie Institute, Pittsburgh.
- Le Pain béni, 1885, Paris, Musée d’Orsay.
- Bénédiction des jeunes mariés, Moskwa, Muzeum Puszkina